# Budynek Szkoły Podstawowej nr 4 w Toruniu
Budynek Szkoły Podstawowej nr 4 w Toruniu – gmach szkoły podstawowej w stylu socrealistycznym, znajdujący się przy ul. Żwirki i Wigury 49, na Chełmińskim Przedmieściu w Toruniu.
Nowy gmach szkoły podstawowej nr 3 przy ulicy Żwirki i Wigury był budowany w latach 1957–1959, jego oficjalne otwarcie miało miejsce 1 września 1959 roku. Lokalizację szkoły wyznaczył w okresie międzywojennym urbanista Ignacy Tłoczek. 12 czerwca 1963 w ramach czynie społecznym powstały przy szkole: boisko sportowe z bieżnią, skocznią wzwyż i w dal oraz miejsce na lodowisko. Rok później na ścianie budynku odsłonięto tablicę pamiątkową poświęconą kpt. Janowi Drzewieckiemu, a szkole nadano jego imię. W 1992 roku odnowiono wnętrze szkoły, a w latach 1995–1997 dobudowano nowe skrzydło. W 1998 roku, w wyniku reformy oświatowej, gmach stał się siedzibą sześcioletniej szkoły podstawowej nr 3 i trzyletniego gimnazjum nr 3. W latach 2001–2005 istniały one jako Zespół Szkół nr 11. W 2006 roku szkołę podstawową przeniesiono do nowego budynku przy ulicy Legionów 210. Obecnie swoją siedzibę ma tu Szkoła Podstawowa nr 4.   
Budynek figuruje w gminnej ewidencji zabytków (nr 2074).